# 嘉陽快宗
嘉陽 快宗（かよう やすとき、1999年7月14日 - ）は、沖縄県那覇市出身で、中村部屋（入門時は二所ノ関部屋）所属の現役大相撲力士。本名同じ。身長171cm、体重168kg、最高位は東前頭16枚目（2025年5月場所 -）。 いわゆる「花のイチイチ組」の1人。

## 来歴
千葉県市川市生まれ。市川市立新井小学校4年次から市川市相撲教室に通って稽古を積み、12歳からは新潟県に相撲留学して糸魚川市立能生中学校から新潟県立海洋高等学校に進学。高校卒業後は日本体育大学スポーツ文化学部武道教育学科に進学し、4年次（2021年度）に全日本相撲選手権大会と全国学生相撲選手権大会の両大会でベスト8の実績を残して大相撲の三段目最下位格付出の資格を獲得した。
大学卒業後は大相撲の二所ノ関部屋に入門し、2022年5月場所で初土俵を踏んだ。「稀勢の里さんの頼みなら入門を断れない」と責任重大だと覚悟したという。三段目最下位（90枚目）格付出だった初土俵の場所は6勝1敗、続く7月場所と9月場所は5勝2敗とし、入門4場所目の11月場所で幕下に昇進。同場所は6勝1敗の好成績を挙げたが、翌2023年1月場所で入門以来初めて負け越した。11月場所では西幕下6枚目で6勝1敗の好成績を残し、場所後の新十両昇進の可能性が生まれた。十両昇進は当落線上だが「上がれなかったとしても確実に次につながる」と本人は前向きに話した。2024年3月場所は西幕下3枚目で4勝3敗の成績を残したが、再び番付運に恵まれず場所後の新十両はならなかった。5月場所は西幕下筆頭の地位が与えられ、11日目の6番相撲で5勝1敗とした時点で報道各社は新十両昇進濃厚、あるいはほぼ確実と伝えた。場所後の番付編成会議で、翌7月場所での新十両昇進が決定した。十両昇進会見では師匠の二所ノ関から「（2年で十両昇進は）ちょっと遅かった。大の里を超えるくらい昇進してほしい」と期待を寄せられた。その記者会見の翌日、5月30日に開かれた日本相撲協会の理事会で、同年6月1日付で新設される中村部屋に転籍することが決定した。これにより、新十両で迎える同年7月場所以降は13代中村（元関脇・嘉風）が師匠の中村部屋所属力士として土俵に上がることになる。7月場所は西十両13枚目で7勝8敗とし、十両残留をほぼ確定的とした。十両2場所目の9月場所は初日から5連勝するなど得意の押し相撲が冴え、最終的に13勝2敗で十両優勝の尊富士に次ぐ好成績の11勝4敗で場所を終えた。11月場所は一気に10枚半上昇で西十両3枚目まで最高位を更新。同場所は初日の敗戦の後4連勝と序盤戦は好調だったものの6日目から5連敗し黒星先行、13日目に7敗目を喫し後がなくなったが残り2日を連勝し千秋楽で勝ち越し。
再び最高位を更新して西十両筆頭となった2025年1月場所は、7勝7敗で迎えた千秋楽に白鷹山に敗れて負け越しとなった。続く3月場所は東十両2枚目となり、14日目に白鷹山から9勝目を挙げたことで、翌5月場所での新入幕が濃厚と報じられた。

## 取り口
得意手は突き・押し。十両昇進時のスポーツ報知の記事によると、稽古場で胸を出す師匠（当時）の二所ノ関が下に入る相撲を取ると証言している。2024年7月場所前の中村部屋での稽古においては、組み合った状態から相撲を始める特殊な申し合いで四つの力と技術を鍛えた。また、2024年9月場所では短距離走やラダーによる瞬発系トレーニングの成果として好調を示している。

## 人物
- 自身の出身地は千葉県市川市であり、2022年5月場所では同市出身として扱われていたが、同年7月場所以降は両親の出身地である沖縄県那覇市出身として扱われている[16][17]。
- 入門記者会見の時には憧れの力士として、記者会見に同席した13代中村（元関脇・嘉風）の名を挙げている[18]。
- 白熊は中学校、高校、大学、そして二所ノ関部屋の同期生であり、「兄弟のような存在」と信頼を寄せている[19]。2024年6月1日の中村部屋創設に際し、自身は中村部屋へ転籍する一方で、白熊は二所ノ関部屋に残留することになった[20]。
- 大学の1年後輩の大の里は弟のような存在だが、大の里には大学時代、大相撲時代も実績で常に先を越されていた。一方、互いを「ヤス」「ダイキ」と呼び、私生活では一緒にボウリングやスーパー銭湯に出掛ける仲[21]。
- 協会公式プロフィールによると、好きな歌手はケツメイシ、趣味はサウナ、好物は寿司[22]。
- 2024年9月場所中には、金ピカでピンク色のトンボの刺繍が施された化粧まわしを付けて十両土俵入りに上がって話題となった[23]。

## 主な成績
2025年7月場所終了現在

### 通算成績
- 生涯戦歴：114勝82敗（20場所）
- 幕内戦歴：11勝19敗（2場所）

### 場所別成績
| | 一月場所 初場所（東京） | 三月場所 春場所（大阪） | 五月場所 夏場所（東京） | 七月場所 名古屋場所（愛知） | 九月場所 秋場所（東京） | 十一月場所 九州場所（福岡） |
| --- | ----------------------- | ----------------------- | ----------------------- | --------------------------- | ----------------------- | --------------------------- |
| 2022年 （令和4年） | x                       | x                       | 三段目付出90枚目 6–1    | 東三段目30枚目 5–2          | 西三段目7枚目 5–2       | 西幕下45枚目 6–1            |
| 2023年 （令和5年） | 西幕下18枚目 3–4        | 西幕下27枚目 5–2        | 東幕下19枚目 2–5        | 西幕下37枚目 5–2            | 西幕下23枚目 6–1        | 西幕下6枚目 6–1             |
| 2024年 （令和6年） | 東幕下筆頭 3–4          | 西幕下3枚目 4–3         | 西幕下筆頭 5–2          | 西十両13枚目 7–8            | 東十両14枚目 11–4       | 西十両3枚目 8–7             |
| 2025年 （令和7年） | 西十両筆頭 7–8          | 東十両2枚目 9–6         | 東前頭16枚目 7–8        | 東前頭16枚目 4–11           | x                       | x                           |
| 各欄の数字は、「勝ち-負け-休場」を示す。 優勝 引退 休場 十両 幕下 三賞：敢=敢闘賞、殊=殊勲賞、技=技能賞 その他：★=金星 番付階級：幕内 - 十両 - 幕下 - 三段目 - 序二段 - 序ノ口 幕内序列：横綱 - 大関 - 関脇 - 小結 - 前頭（「#数字」は各位内の序列） |                         |                         |                         |                             |                         |                             |

## 幕内対戦成績
2025年7月場所終了現在
| 力士名 | 勝数 | 負数 | 力士名   | 勝数 | 負数 | 力士名   | 勝数 | 負数 | 力士名   | 勝数 | 負数 |
| ------ | ---- | ---- | -------- | ---- | ---- | -------- | ---- | ---- | -------- | ---- | ---- |
| 朝紅龍 | 1    | 1    | 熱海富士 | 1    | 0    | 阿武剋   | 0    | 1    | 金峰山   | 0    | 1    |
| 草野   | 0    | 1    | 琴栄峰   | 0    | 1    | 琴勝峰   | 0    | 1    | 佐田の海 | 1    | 0    |
| 獅司   | 0    | 1    | 正代     | 0    | 1    | 湘南乃海 | 0    | 1    | 隆の勝   | 1    | 0    |
| 玉正鳳 | 0    | 1    | 美ノ海   | 0    | 1    | 千代翔馬 | 0    | 1    | 時疾風   | 1    | 1    |
| 栃大海 | 1    | 0    | 錦木     | 0    | 1    | 英乃海   | 1    | 0    | 藤ノ川   | 1    | 0    |
| 御嶽海 | 0    | 1    | 翠富士   | 0    | 1    | 明生     | 1    | 1    | 竜電     | 0    | 1    |
| 狼雅   | 1    | 0    |          |      |      |          |      |      |          |      |      |

## 改名歴
- 嘉陽 快宗（かよう やすとき）2022年5月場所 -